# Mancini (ród)

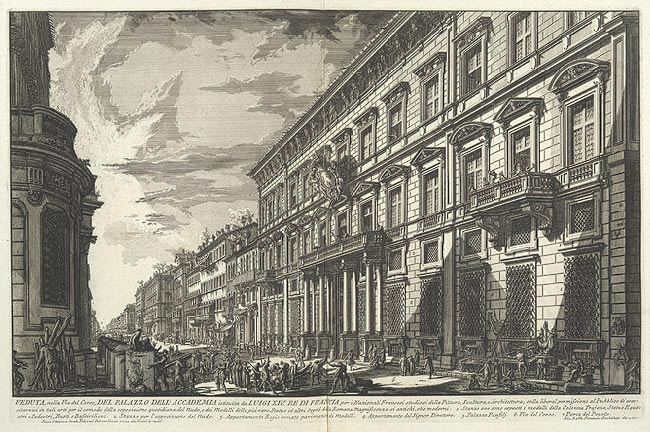
Palazzo Mancini, Rzym. Giovanni Battista Piranesi, 1752.

Mancini – jeden z najstarszych rodów szlachty rzymskiej. Posiadali liczne tytuły i lenna: książąt Nevers i Donzy, książąt Vergagne, książąt Świętego Cesarstwa Rzymskiego, parów Francji, grandów Hiszpanii, markizów Fusignano, hrabiów Montefortino, wicehrabiów Clamecy, baronów Tardello, Tumminii i Ogliastro, lordów Clay en Brie i weneckich patrycjuszy. Byli kawalerami Orderu Złotego Runa, Orderu Ducha Świętego, Orderu Świętego Michała, Zakonu Kawalerów Maltańskich i wielu innych. Humanista Marco Antonio Altieri (1457 – 1537) wymienia ich w Li Nuptiali, ważnym źródle wiadomości o Rzymie w XVI w.

## Pochodzenie
Ród pochodzenia rzymskiego, ma tysiącletnie korzenie we Włoszech i tradycyjnie wywodzi swoją linię z linii Mancinus gens Hostilia, do którego należał Lucius Hostilius Mancinus, w 608 r. konsul „ab Urbe condita”.

## Historia

Herb rodu Mancini de Lucij

Herb rodu Mancini-Mazarini

Ród Mancini nazywano w Rzymie de Lucij (lub w uproszczeniu Lucij) z powodu ryb w herbie. Wielu jego członków było „Conservatori all'Urbe”. Pierwszy znany członek rodziny to Lucio Mancini, który żył w 990 roku. Ród miał wówczas wiele szlacheckich linii, zamieszkujących zwłaszcza w Fermo, gdzie już od 1160 r. dostarczał miastu Priori, Consoli, Gonfalonieri and Dottori, lecz do najważniejszych należą:
1. Linia sycylijska: wywodzi się z Giacomo Manciniego, który przeprowadził się na Sycylię w 1256 r., by uciec przed prześledowaniami Vitelleschiego; zeń wywodzą się baroni Tardello, Tumminii i Ogliastro.
2. Linia neapolitańska: wywodzi się z Domenico Nicola Manciniego, który mianowany markizem Fusignano przez księcia Alfonso Este przeniósł się do Królestwa Neapolu w 1527 r.; jej najważniejszym przedstawicielem był hrabia Pasquale Stanislao Mancini (1817–1888), prawnik, pisarz i trzykrotny minister Królestwa Włoch (szkolnictwa publicznego, sprawiedliwości i spraw zagranicznych).
3. Linia Nevers: należało do niej wielu wybitnych ludzi:

- Kardynał Francesco Maria Mancini ważny dla wyboru papieża Aleksandra VII;
- Paolo, założyciel „Accademia degli Umoristi”[3] doceniany przez literatów jak Giovanni Battista Guarini, Gian Battista Marino i Alessandro Tassoni;
- Lorenzo, rzymski baron, nekromanta i astrolog, mąż Girolamy Mazzarini, siostry kardynała Jules'a Mazarina, który wprowadził rodzinę na królewski dwór Francji;
- Filip Julian, mianowany księciem Nevers i Donzy przez swego wujka kardynała Mazarina, z przywilejem bicia monety, w 1661 r. Był kawalerem Orderu św. Ducha i porucznikiem Pierwszej Kompanii Muszkieterów Króla; jego następcą na tym stanowisku był hrabia D’Artagnan;
- Laura, księżna Mercoeur, żona Ludwika II de Vendôme i matka Ludwika V Józefa Burbon-Condé;
- Maria (1639–1715) Księżna Colonna i wicekrólowa Neapolu i Aragonii, pierwsza miłość króla Ludwika XIV;
- Olimpia (1640–1708), księżna Soisson, żona księcia Eugeniusza Maurycego Savoy-Carignano i matka księcia Eugeniusza Sabaudzkiego;
- Hortensja, księżna Rethel-Mazarin, kochanka Karola II Stuarta;
- Maria Anna, księżna Bouillion, patronka Racine’a i La Fontaine’a;
- Louis-Jules Mancini-Mazarini (1716–1798), książę Vergagne i Świętego Cesarstwa Rzymskiego Narodu Niemieckiego, kawaler Orderu Złotego Runa i Orderu św. Ducha, generał armii, dyplomata i pisarz.

Ród trwa wciąż poprzez linie wywodzące się z linii neapolitanskiej, jedynej trwającej, przywróconej do rzymskiego patrycjatu w 1745 r. Z niej: Federico Mancini (Londyn 1951), Aldo Mancini (Foggia 1938), hrabia Montefortino i kawaler Zakonu Kawalerów Maltańskich oraz Zakonu krzyżackiego, i jego syn Giorgio Mancini (Rzym 1974) oraz linia San Vittore (z wioski San Vittore del Lazio, gdzie ród nabył wielkie posiadłości) założona przez hrabiego Antonio Manciniego w 1800 r., z przedstawicielem w Adriano Fulvio Mario Mancinim (Rzym 1952) i synem Federico Adriano Mario La Longa Mancinim (Rzym 1979).

## Ważne budynki
- Pałac Mancinich w Rzymie
- Pałac Lucci-Mancini[4]